# Santo Pietro
Santo Pietro ("Santu Petru" in siciliano) è una frazione di Caltagirone, comune italiano della Città metropolitana di Catania, che conta 64 abitanti (nel 2013). Sorge a 15 km di distanza dal centro siciliano, ed è situata nella parte meridionale del territorio comunale, nell'omonimo bosco di querce che costituisce una riserva naturale orientata.

## Geografia
Santo Pietro dista 15 km da Caltagirone e 86 km dal capoluogo Catania ed è situata a 278 m s.l.m.. Il borgo è situato nell'estrema parte meridionale del territorio comunale di Caltagirone e confina a nord con la frazione Piano San Paolo, a sud con Acate, comune del Libero consorzio comunale di Ragusa, a ovest con Niscemi, comune del Libero consorzio comunale di Caltanissetta, a est con la frazione Granieri e con il comune di Mazzarrone.
Santo Pietro comprende le seguenti contrade: Centosalme, Piano Chiazzina, Favara, Ficuzza, Molara, Ogliastro, Piano Chiesa, Piano Lupo, Rinelle, Terrana, Vaccarizzo, Venti Salme, Zotte, Piano Stella. Il suo nucleo è localizzato in contrada Piano Chiesa e si sviluppa attorno alla piazza principale, il piazzale della Pineta, attraversata dalla SP 62, che nella frazione prende il nome di via Federico Ozanam e termina nella SP 34, che conduce ad Acate e Mazzarrone. La strada più lunga è la via Andromeda, che attraversa tutto il bosco.

## Origini del nome
Il toponimo Santo Pietro rappresenta la forma italianizzata del siciliano Santu Petru, e deriverebbe dalla presenza in zona dell'antica chiesetta intitolata al culto di san Pietro apostolo, risalente al XIII secolo. Il primo documento nel quale viene usata la dizione "Santo Pietro" risale al 3 giugno 1399.

## Storia
L'antica baronia di Fetanasimo, concessa in epoca normanna dal re Ruggero II di Sicilia alla Universitas di Caltagirone, venne smembrata verso la fine del XIV secolo, in epoca aragonese, per la concessione a nuovi baroni dei feudi Sciri, Favara, Graneri, Bidino, Mazarone e Ramione e si ridusse alla sola parte che prese il nome di Santo Pietro. Il territorio, caratterizzato dalla presenza di un vasto querceto, rimase sotto la giurisdizione di Caltagirone, città demaniale che ne esercitava il dominio feudale, e assieme all'altro feudo di Camopetro gli garantiva una cospicua rendita, dovuta alla produzione del sughero e agli affitti dei terreni, che la resero la più ricca tra le città demaniali dell'isola. Nel 1789 il governo borbonico emanò un provvedimento che imponeva la censuazione dei latifondi delle università del Regno e il Senato di Caltagirone riuscì ad ottenere l'esenzione per Santo Pietro.
La promulgazione della Costituzione siciliana del 1812 sancì l'abolizione del feudalesimo nel Regno di Sicilia, ma l'area corrispondente al soppresso feudo rimase di proprietà comunale. Verso la fine del XIX secolo, le vivaci lotte compiute dal movimento contadino a Caltagirone per l'assegnazione di terre da coltivare indussero nel 1901 il Prefetto di Catania ad emanare un'ordinanza che stabilì la sua demanializzazione per usi civici. Al momento in cui Santo Pietro fu dichiarato bene demaniale, il bosco aveva un'estensione di 4.921 ha, che andò riducendosi con le quotizzazioni del 1903, del 1939 e del 1952.
Al termine della prima guerra mondiale la crisi economica ed occupazionale che ne scaturirono spinsero molti contadini ad occupare le terre incolte o malcoltivate di Santo Pietro, oltre quelle già produttive abusivamente. Questo fenomeno fu accompagnato spesso da azioni violente e delittuose, determinando l'intervento legislativo a favore di enti e soprattutto dell'Opera Nazionale Combattenti. L'avvocato Benedetto Fragapane, nominato nel 1923 Regio commissario di Caltagirone dal regime fascista appena instaurato, progettò una seconda quotizzazione, che avrebbe dovuto essere accompagnata dalla costruzione di una città giardino che avrebbe dovuto assumere il nome di Mussolinia, in onore al capo del fascismo. Per la sua redazione fu incaricato l'architetto Saverio Fragapane, suo lontano parente. Ispirato alle architetture romane antiche, il progetto fu approvato da Benito Mussolini, che presenziò alla posa della prima pietra il 12 maggio 1924 con una fastosa cerimonia; per l'occasione fu coniata ed offerta al capo del governo italiano una medaglia-ricordo della città in costruzione. In realtà i lavori erano già iniziati prima ed a quella data erano già state costruite la banchina della piazza, una parte del portico e due delle sedici torrette previste. La maglia urbana a strade radiali, che assegnava alla città una superficie di 400.000 m2, venne pure parzialmente tracciata mediante la posa dei frantoni dei marciapiedi. Nonostante Mussolini seguisse personalmente e costantemente il prosieguo dei lavori, questi non superarono mai lo stato iniziale, a causa di brogli amministrativi denunciati dal conte Michele Gravina e di una faida interna tra gli esponenti del PNF di Caltagirone, fattori che portarono all'abbandono dell'impresa e all'allontanamento dalle cariche pubbliche dei soggetti coinvolti.
Nel 1927 il commissario prefettizio della città, Stanislao Caboni, tentò di far ripartire i lavori, ma il Duce, indignato per l'inganno fattogli dal suo predecessore Fragapane, negò ogni appoggio all'iniziativa. Del fallito progetto di Mussolinia resta traccia in un racconto di Leonardo Sciascia, compreso nel libro La corda pazza ("Chissà se tra qualche secolo un archeologo non si darà a scavare nel bosco di Santo Pietro, alla ricerca della città giardino") del 1970, e in Privo di titolo di Andrea Camilleri del 2005.
Nel 1937 a Santo Pietro fu costruito un aeroporto militare, utilizzato dalla Regia Aeronautica durante la seconda guerra mondiale per gli attacchi contro le basi britanniche nelle isole maltesi. Il 14 luglio 1943, dopo intensi bombardamenti da parte dell'aviazione statunitense e lo sbarco alleato in Sicilia, l'aeroporto, presidiato da una guarnigione formata dagli avieri italiani comandati dal capitano Mario Talante, dagli artiglieri comandati dal maggiore Pasquale Quinto e da una divisione tedesca, fu occupato. I militari statunitensi, comandati dal generale John T. Compton, adirati per le perdite subite durante i combattimenti, fucilarono i 36 militari catturati.
Nel dopoguerra le lotte contadine scoppiate in Sicilia per l'assegnazione delle terre incolte e malcoltivate, con occupazioni di latifondi, interessarono anche Santo Pietro, dove nel novembre 1949 numerosi braccianti occuparono le terre. Il borgo, sviluppatosi nel Ventennio, mantenne le sue caratteristiche di zona rurale e fu interessato da lavori pubblici, come la costruzione di strade e della rete idrica e fognaria e l'inaugurazione di nuove strutture: l'Istituto per l'assistenza dei minori (1951), gestito dalle suore dell'Immacolata Concezione di Nostra Signora di Lourdes, che ospitò circa 550 bambini provenienti da ogni parte della Sicilia, il primo edificio scolastico (1954) e la nuova stazione dei Carabinieri (1956).
La modernizzazione della borgata ebbe maggiore impulso dopo l'adozione del Piano regolatore generale da parte del Comune di Caltagirone nel 1958. A rilento procedettero i lavori per l'elettrificazione e l'installazione dell'illuminazione pubblica nell'area, che furono portati a compimento nella seconda metà degli anni ottanta. Elevata a frazione nel 1969, con l'apertura della delegazione comunale, negli ultimi decenni del XX secolo Santo Pietro andò trasformandosi da borgo agricolo a zona di villeggiatura.

## Monumenti e luoghi d'interesse
Abbazia di Santa Maria di Terrana

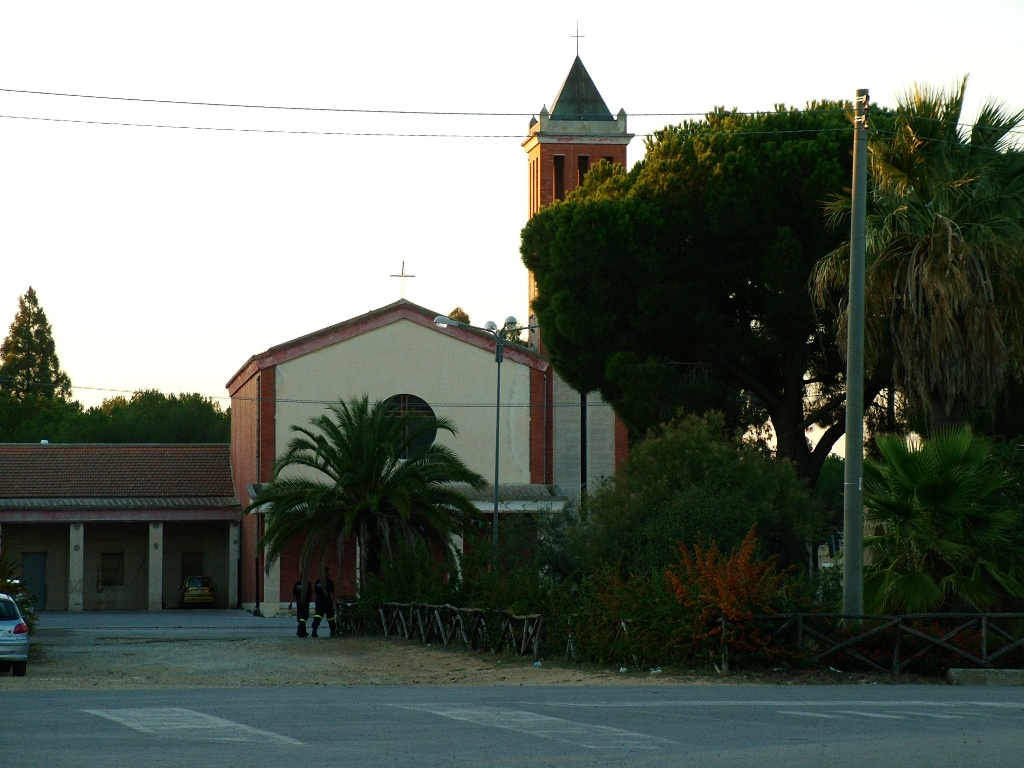
Chiesa dei Santi Pietro e Paolo

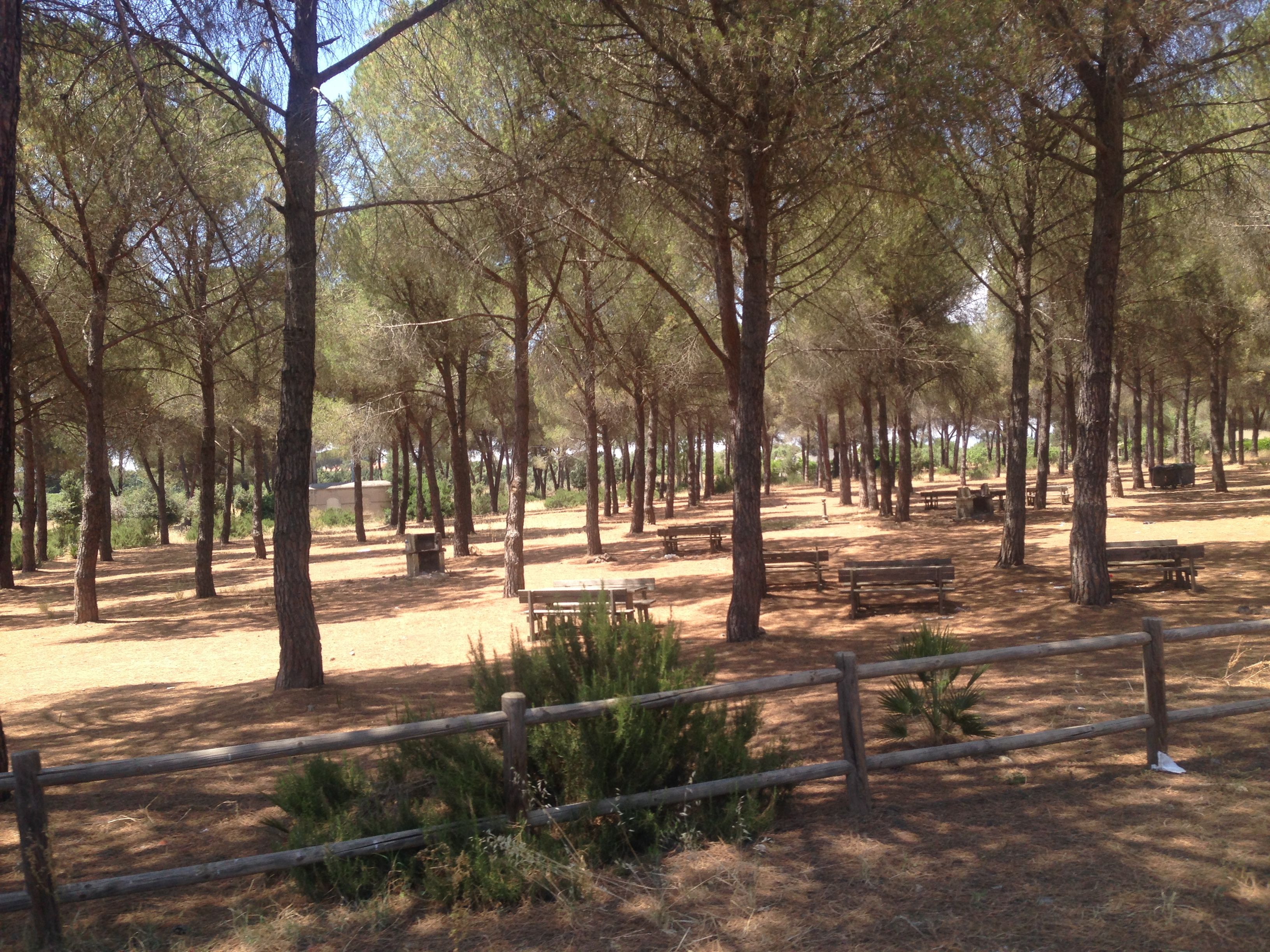
Uno scorcio della Riserva naturale orientata Bosco di Santo Pietro

Risalente all'epoca normanna, ne rimane solo la chiesetta, edificata nel XIII secolo, con interni affrescati, situata in contrada Terrana. Appartenuta ai monaci cistercensi, fino alla fine del XV secolo fu sotto la giurisdizione del vescovo di Betlemme.
Chiesa sconsacrata di San Pietro
Detta volgarmente 'a crisiazza, ovvero "chiesaccia", perché in stato di rudere, risale probabilmente al XIII secolo ed è situata in contrada Favara. Un documento di inizio XIV secolo la indicherebbe come ecclesia Santi Petri de casali Fabarie. Di probabile origine templare, la chiesa è costituita da un'unica navata ed ha un orientamento est-ovest. All'interno si accedeva attraverso due portali: uno frontale, abbellito con arco a tutto sesto con blocchi calcarei, e uno laterale, simile al precedente, ma con blocchi più piccoli. A causa della pendenza del terreno, nel corso dei secoli il lato sud è stato parzialmente interrato. Dopo l'abbandono fu utilizzata come stalla.
Chiesa dei Santi Pietro e Paolo (XIX secolo)
La fondazione della chiesa risale alla seconda metà del XIX secolo e si trova all'interno del bosco. Il piccolo complesso architettonico, di stile siculo-normanno, è costituito dalla chiesa, nella cui parte retrostante è posta una piccola casa canonica, con la quale crea un volume unico. Per il sostentamento della chiesa, il vescovo di Caltagirone donava le rendite di alcuni terreni di seminativo concessi in affitto, siti in contrada Piano Chiesa.
Chiesa dei Santi Pietro e Paolo (XX secolo)
Intitolata al culto dei santi Pietro e Paolo, patroni della borgata, la chiesa fu costruita all'epoca dei lavori per la realizzazione di Mussolinia ed è situata nella piazza principale. Elevata a parrocchia con decreto del vescovo di Caltagirone del 18 gennaio 1936, il tempio, di dimensioni mediograndi, è costruito secondo lo stile architettonico razionalista tipico del periodo fascista.
Monumento ai Caduti della strage di Santo Pietro
Realizzato nel 2012, è una lapide commemorativa dei militari italiani e tedeschi uccisi dopo essere stati fatti prigionieri dai militari statunitensi dopo la presa dell'aeroporto militare. Si trova collocato lungo la SP 34.
Riserva naturale orientata Bosco di Santo Pietro
Istituita nel 1999 dalla Regione siciliana, è un'area naturale protetta che si estende su un grande altopiano sabbioso solcato da valloni, avente una superficie di oltre 6.500 ha.
Serbatoio Mussolinia
Acquedotto per l'approvviggionamento idrico della borgata, costruito in epoca fascista grazie al personale contributo economico di Benito Mussolini. Si trova all'interno del bosco, nella parte nordorientale della borgata.

## Società
La popolazione di Santo Pietro, che nel 1911 contava 1.278 abitanti, subì un forte regresso nel secondo dopoguerra, riducendosi ai 153 del 1971. Un ulteriore calo del numero degli abitanti si verificò nei decenni successivi, scendendo a quota 91 unità nel 2001. L'ultimo dato risale al 2013 e fornisce un valore ancora più basso, con 64 unità.

### Istituzioni, enti e associazioni
Il progressivo spopolamento della frazione ha portato alla soppressione della caserma dei Carabinieri nel 2012 - a cui si erano invano opposti il Comune e gli abitanti di Santo Pietro e del Piano San Paolo - e alla chiusura dell'ufficio postale, avvenuta qualche anno più tardi. A Santo Pietro opera una struttura sanitaria, l'ex Istituto Santo Pietro sorto nel 1951 come centro di assistenza per minori; nel 1971 era stato ingrandito con l'inaugurazione del centro per motulesi e neurolesi. Accorpato all'Ospedale Gravina nel 1978, ospita il reparto di medicina fisica e riabilitativa. Altre strutture sanitarie presenti in zona sono la Comunità Terapeutica Assistita (CTA) e la Residenza per l'esecuzione delle misure di sicurezza (REMS), quest'ultima attiva dal 2015 e destinata al ricovero dei malati psichici autori di reato.
A Santo Pietro ha sede la Stazione Consorziale Sperimentale di Granicoltura per la Sicilia, ente fondato nel 1927 e controllato dalla Regione Sicilia, che si occupa di ricerca e sperimentazioni per il miglioramento genetico del grano duro, delle leguminose da foraggio, da granella e di altre colture erbacee. Di proprietà comunale è il Museo Naturalistico del Comprensorio Calatino e della Riserva naturale orientata Bosco di Santo Pietro, istituito nel 1997, che dal 2005 ha sede nei locali dell'ex scuola elementare di Santo Pietro. Suddiviso in tre sezioni, "Introduttiva", "Geologica" e "Biologica", vi sono conservati reperti provenienti da varie zone della Sicilia, in particolare dal comprensorio calatino e dal Bosco di Santo Pietro, donati da un gruppo di naturalisti.

### Festa patronale
Il 29 giugno di ogni anno a Santo Pietro si svolgono i festeggiamenti in onore dei patroni, santi Pietro e Paolo.

## Economia
L'economia di Santo Pietro si regge esclusivamente sul turismo, grazie soprattutto alla presenza dell'oasi naturalistica. Fino alla prima metà del XX secolo la principale attività economica della borgata calatina era l'agricoltura.

## Infrastrutture e trasporti
Il territorio della frazione di Santo Pietro è servito da due strade provinciali, la SP 62 e la SP 34.
La borgata è inoltre servita dal servizio di trasporto pubblico locale espletato dall'AST, con gli autobus che la collegano con il centro di Caltagirone attraverso una linea dedicata.